# Kotebetta
Kotebetta és una muntanya del districte de Kodagu o Coorg a Karnataka a uns 15 km al nord de Mercara.
Té una altura de 1.666 metres i la seva base cobreix una gran part del territori. El cim està dividit en dos puig, un en punta, conegut com el Harangalbetta, i l'altra formant una mena de taula plana de terra.

## Geografia
- Wilson Hunter, Sir William; Sutherland Cotton, James; Sir Richard Burn, Sir William Stevenson Meyer. Great Britain India Office. The Imperial Gazetteer of India (en anglès).  Oxford: Clarendon Press, 1908.